# محمود عزت
محمود عزت إبراهيم (1944-) القائم بأعمال المرشد العام لجماعة الإخوان المسلمين بصفة مؤقتة بين عامي 2013 و2020، وأحد أبرز قيادات جماعة الإخوان المسلمين، ولد في 13 أغسطس 1944 بالقاهرة، وهو عضو مكتب الإرشاد بالجماعة، وأستاذ بكلية الطب في جامعة الزقازيق. متزوج، وله خمسة أولاد.
كان محمود عزت نائبًا للمرشد العام لجماعة الإخوان المسلمين، ثم تولى منصب القائم بأعمال المرشد بعد الإطاحة بالرئيس محمد مرسي واعتقال المرشد العام محمد بديع عقب الإنقلاب العسكري عام 2013.

## المؤهلات العلمية
- حصل على الثانوية العامة سنة 1960 م.
- حصل على بكالوريوس الطب عام 1975.
- والماجستير 1980م
- والدكتوراه عام 1985م من جامعة الزقازيق.
- حصل على دبلوم معهد الدراسات الإسلامية عام 1998م،
- وإجازة قراءة حفص من معهد القراءات عام 1999م.

## تعرفه على الإخوان المسلمين
تعرَّف على الإخوان المسلمين صبيًّا سنة 1953، وانتظم في صف (الإخوان) سنة 1962، وكان وقتها طالبًا في كلية الطب، ثم اعتُقل سنة 1965م، وحُكِم عليه بعشر سنوات وخرج سنة 1974، وكان وقتها طالبًا في السنة الرابعة، وأكمل دراسته وتخرج في كلية الطب عام 1976، وظلَّت صلتُه بالعمل الدعوي في مصر- وخصوصًا الطلابي التربوي- حتى ذهب للعمل في جامعة صنعاء في قسم المختبرات سنة 1981، ثم سافر إلى إنجلترا ليكمل رسالة الدكتوراة، ثم عاد إلى مصر ونال الدكتوراة من جامعة الزقازيق سنة 1985. واختير عضوًا في مكتب الإرشاد سنة 1981م.

## اعتقاله وسجنه
- اعتقل في العام 1965 وقضى عشر سنوات في السجن.
- اعتُقل ستةَ أشهُر على ذمة التحقيق في قضية الإخوان الشهيرة باسم قضية سلسبيل، وأُفرِج عنه في مايو سنة 1993م.
- وفي عام 1995 حُكِم عليه بخمس سنواتٍ لمشاركته في انتخابات مجلس شورى الجماعة، واختياره عضوًا في مكتب الإرشاد، وخرج عام 2000م.
- اعتقل في 2 يناير 2008 يوم الجمعة بسبب مشاركته في مظاهرة وسط القاهرة احتجاج على الهجوم الإسرائيلي على قطاع غزة.[2]

## اهتماماته العلمية والدعوية في مجال المشكلات الصحيَّة القوميَّة
- عدة بحوث وأنشطة في مجال مقاومة عدوى المستشفيات في مصر وفي بريطانيا.
- عدة بحوث في الأمراض الوبائية في مصر، مثل الإلتهاب السحائي الوبائي، ووباء الكوليرا.
- الاهتمامات الدعوية في مجال التربية والطلاب والعمل العام وحقوق الإنسان، والعمل الطبي الخيري.
- نائب رئيس مجلس إدارة الجمعية الطبية الإسلامية.

## تعيينه قائما بأعمال المرشد للإخوان المسلمين
بعد اعتقال محمد بديع المرشد العام لجماعة الإخوان المسلمين في 20 أغسطس 2013، عينت جماعة الإخوان المسلمين محمود عزت قائما بأعمال المرشد.

## أحكام قضائية

### أحكام قضائية غيابية
صدرت في حق محمود عزت عدة أحكام قضائية غيابية في عدة قضايا:
- قضية «خلية الشراينة بالمنيا»: قضت محكمة جنايات المنيا في 18 أغسطس 2020، بمعاقبة نائب مرشد جماعة الإخوان المسلمين محمود عزت و7 آخرين بالسجن المؤبد غيابيا لإتهامهم بـ«التحريض على العنف وإثارة الشغب وحيازة مطبوعات من شأنها الحض على تكدير الرأي العام».[4]
- قضية اقتحام السجون: أصدرت محكمة جنايات القاهرة في 16 يونيو 2015، حكما غيابيا يقضي بإعدام محمود عزت و92 آخرين لإتهامهم بالهروب من سجن وادي النطرون بعد إقتحام السجون عام 2011 .[5]
- قضية «أحداث مكتب الإرشاد»: حكم عليه بالسجن المؤبد غيابيا.[6]
- قضية التخابر: قضت محكمة جنايات أول مدينة نصر غيابيا بمعاقبة محمود عزت بالإعدام لإتهامه بالتخابر مع حركة حماس.[7]

### بعد القبض عليه
بعد القبض عليه بتسعة أشهر، أصدرت محكمة مصرية الخميس 8 أبريل 2021 حكمها بالسجن المؤبد على محمود عزت في القضية المعروفة إعلاميا «بأحداث مكتب الإرشاد».
- قضت محكمة جنايات القاهرة، الأحد 17 أبريل 2022، بالسجن المؤبد لمحمود عزت في إعادة محاكمته على ذمة القضية المعروفة إعلاميا بـ «قضية اقتحام الحدود الشرقية».[9]

## القبض عليه
ألقت أجهزة الأمن المصرية القبض على محمود عزت يوم 28 أغسطس 2020 بإحدى الشقق السكنية بمنطقة التجمع الخامس، شرق القاهرة.

## وصلات خارجية
- الأمين العام لجماعة الإخوان المسلمين في حوارٍ صريحٍ جدًّا، إخوان أون لاين، 23 أكتوبر 2007م
- مستقبل جماعة الإخوان المسلمين، برنامج بلا حدود، قناة الجزيرة، 16 ديسمبر 2009